# Heinrich Ernst zu Stolberg-Wernigerode

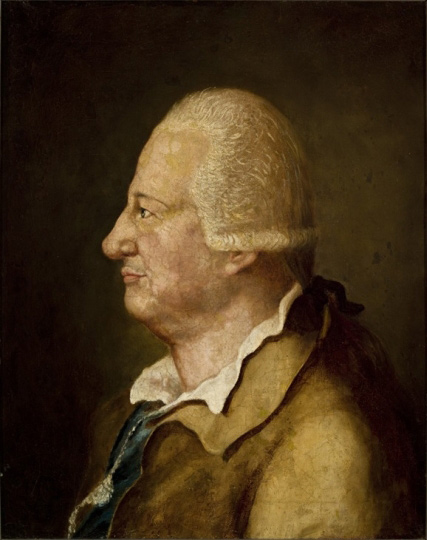
Heinrich Ernst Graf zu Stolberg-Wernigerode, Gemälde von Johann Friedrich Eich, Gleimhaus Halberstadt

Graf Heinrich Ernst zu Stolberg-Wernigerode, zuletzt nannte er sich selbst Henrich Ernst (* 7. Dezember 1716 in Wernigerode; † 24. Oktober 1778 in Halberstadt) war ein deutscher Adliger und von 1771 bis zu seinem Tode regierender Graf (mit begrenzten Herrschaftsrechten) der Grafschaft Wernigerode, Domherr, Propst und Dichter zahlreicher Kirchenlieder. Er gab auch einige Gedicht- und Liedersammlungen heraus.

## Leben
Heinrich Ernst war der älteste überlebende Sohn des Grafen Christian Ernst zu Stolberg-Wernigerode. Seine Mutter, Sophie Charlotte (geb. Gräfin zu Leiningen-Westerburg), wurde stark vom Pietismus beeinflusst und erzog ihren Sohn in diesem Geiste. Heinrich Ernst studierte an den Universitäten in Halle (Saale) und Göttingen und erhielt bereits 1739 eine Präbende am Domstift in Halberstadt und von König Christian VI. von Dänemark den Danebrogorden verliehen. König Friedrich II. von Preußen bestätigte seine Ernennung zum Propst des Stifts SS. Bonifatius und Mauritius in Halberstadt.
Nachdem Graf Heinrich Ernst bereits frühzeitig von seinem Vater an der Regierung beteiligt wurde, nahm er ab 1742 durchgängig an den Sitzungen der gräflichen Kammer in Wernigerode teil. In dieser Funktion bemühte er sich zum Beispiel um das Torfwesen am Brocken. Der auf dem Kleinen Brocken angelegte Torfstich erhielt 1744 seinen Namen Heinrichshöhe.
1763 bestellte Graf Heinrich Ernst bei Johann Georg Ziesenis ein zum Kniebild ergänztes Gemälde von König Friedrich II. von Preußen.
Nach dem Tod seines Vaters am 25. Oktober 1771 übernahm der 55-Jährige die Regierung in der Grafschaft Wernigerode, wo er besonders das christlich-pietistische Leben förderte. Bereits zu Lebzeiten des Vaters war er um die Vergrößerung der hymnologischen Abteilung der gräflichen Bibliothek bemüht, sammelte und dichtete selbst fast 400 Kirchenlieder. Ferner förderte er die Volksdichterin Anna Louisa Karsch.

## Werke
- Geistl. Gedichte, hrsg. v. Siegmund Jakob Baumgarten, 4 Bde., Halle 1748–52.
- Der sel. u. sichere Glaubensweg eines ev. Christen in gebundene Rede gebracht, Wernigerode 1747
- Neue Sammlung geistlicher Lieder, Wernigerode 1752 [Herausgeber], darunter sein Lied: Fort, fort, mein Herz, du mußt stets aufwärts steigen.

## Familie
Heinrich Ernst heiratete am 11. Dezember 1738 in Sorau die Tochter des Grafen Erdmann II. von Promnitz, Marie Elisabeth. Diese starb an den Folgen der Geburt ihrer zweiten Tochter am 29. Juli 1741 in Wernigerode. 
- Auguste Charlotte, (* 9. Oktober 1740, † 20. September 1741)
- Tochter (*/† 1741)

Nach einem Trauerjahr schloss er in Köthen eine zweite Ehe mit Christiane Anna Prinzessin von Anhalt-Köthen (1726–1790), Tochter des Fürsten August Ludwig und dessen zweiter Gemahlin Emilie Gräfin von Promnitz. Der aus dieser Verbindung hervorgegangene Sohn Christian Friedrich übernahm 1778 die Regierung.
- Christian Friedrich (1746–1824) ⚭ Auguste Eleonore zu Stolberg-Stolberg (1748–1821)
- Auguste Friederike (* 4. September 1743, † 9. Januar 1783)

⚭ 5. Dezember 1767 Gustav Friedrich zu Isenburg und Büdingen (* 7. August 1715, † 12. Februar 1768)
⚭ 24. September 1768 Ludwig Casimir zu Isenburg und Büdingen (* 25. August 1710, † 15. Dezember 1775)
⚭ 26. Juni 1777 Friedrich von Wendt (* 28. September 1738, † 2. Mai 1818)
- Louise Ferdinande (* 30. September 1744, † 3. Februar 1784) ⚭ 13. Juni 1766  Friedrich Erdmann von Anhalt-Köthen (1731–1797)